# Бъфало (окръг, Уисконсин)
Вижте пояснителната страница за други значения на Бъфало.
Окръг Бъфало (на английски: Buffalo County) е окръг в щата Уисконсин, Съединени американски щати. Площта му е 1839 km², а населението - 13 317 души (1 април 2020). Административен център е град Алма.